# Нетребівка
Нетребі́вка — село в Україні, у Томашпільській селищній громаді Тульчинського району Вінницької області. Населення становить 906 осіб.
Нетребівка розташована за 17 км від центру громади і за 33 км від залізничної станції Вапнярка. В селі є дерев'яна церква святої Парасковії, споруджена в 1874 році, стан збереження задовільний, працює за призначенням.

## Географія
Селом протікає річка Журавка, ліва притока Яланки.

## Назва
Назва села та річки, яка протікає по території, походить від легенди, переданої довгожителями із уст в уста.
В степах України жила сім'я, де було три сини. Один син пішов до війська, залишивши дружину. Його молодший брат спокусив її. Батько дав йому конячку й вигнав з дому, промовивши: «Не треба мені такого сина». З тих пір люди прозвали його Нетреба. Він їхав полями, лісами і зупинився в нашій місцевості . Поселився в ліску, викопав землянку і залишився тут жити. Жив одиноко, бо села і людей ще не було. До нього щоденно прилітала одинока птаха — журавка. Він звик до неї, підгодовував її чим міг. Так прожив багато літ… Та не повернулася більше журавка. І в пам'ять про неї він назвав річечку, яка брала початок з цього місця — Журавкою. А місце, де знаходиться курінь — Журавнею і ця назва й досі збереглася. Річечка протікає через усе село й тече до Дністра. А село, яке утворилося тут, назвали Нетребівка.

## Історія
Колишнє власницьке село Клембівської волості Ямпільського повіту Подільської губернії.
Нетребівка відома з другої половини 18 ст., з 1756 року. Революційна хвиля 1905—1907 рр. докотилася до Нетребівки 18.XII.1905 р. Бідняки встали всупереч поміщикам. Неврожаї і голод були частим явищем. Землі поміщикам належало 1062 десятин, куркулям — 400, церкві — 126, а народу — 400. А тому в 1861 р. і в 1905 р. відбулися аграрні заворушення.
7 (20) листопада 1917 року, відповідно до Третього Універсалу Української Центральної Ради, увійшло до складу Української Народної Республіки.
Травневого дня 1918 року відбулося повстання селян проти місцевих гнобителів. Після 20-х років село підводилося із руїн і згарищ. А там появилися перші товариства по спільному обробітку землі, перший спільний хліб. В 1923 році створено Томашпільський район і наше село увійшло в склад району.
В 1932-33 роках Нетребівка пережила великий голод. Померло 130 чоловік. Фотографій, листів, щоденників 1932-33 рр. не збереглося. Переживши голод 1933 року село почало розвиватися. Великою радістю було те, що до війни люди почали вже отримувати хліб на трудодні. Визначною подією було те, коли на тракторі приїхала перша жінка-тракторист Гладчук Киляна Іванівна. А на машині першим шофером в селі був Ткачук Іван Петрович. Але мирне життя перервала війна. Була розруха, голод і холод.
Але з якою радістю вони пережили ті дні, коли був визволений наш край від загарбників. А ще радісніше, коли закінчилася війна. Люди приступили до відбудови господарства. На весні 1945 року в колгоспі мали 22 коней, 12 биків, 22 свині і 23 вівці. На переораних страшним плугом війни полях зібрали того року по 10 ц хліба, 30 ц картоплі , 108 ц буряків з 1 га. 1946 рік був ще більше неврожайний. і в 1947 році знову був голод. Люди їхали в Західну Україну, щоб обміняти там хто що мав на хліб, щоб вижити. І поступово виживали. Вже в 60- х роках доставляли більше техніки. Ручну важку працю почала замінювати техніка. З 70-х р. до 80 –х р. відбувається перебудова господарства. Люди побудували понад 300 нових добротних будинків. За цей час прокладено шосейну дорогу, збудовано торговий комплекс, будинок культури, школу, дитячий садок, медичний пункт, 4 МТФ, СТФ, курятник. В 90-х роках збудовано гараж, тік, розбудовано польовий стан, будинок побуту, пам'ятник загиблим воїнам. В 1961 році в Нетребівці проживало 2460 чоловік, у школі навчалося понад 400 учнів.
12 червня 2020 року, відповідно до Розпорядження Кабінету Міністрів України від  № 707-р «Про визначення адміністративних центрів та затвердження територій територіальних громад Вінницької області», увійшло до складу Томашпільської селищної громади.
19 липня 2020 року, в результаті адміністративно-територіальної реформи та ліквідації  Томашпільського району, увійшло до складу новоутвореного Тульчинського району.

## Населення

### Мова
Розподіл населення за рідною мовою за даними перепису 2001 року:
| Мова       | Кількість | Відсоток |
| ---------- | --------- | -------- |
| українська | 902       | 99.56%   |
| румунська  | 3         | 0.33%    |
| російська  | 1         | 0.11%    |
| Усього     | 906       | 100%     |

## Відомі люди
- Бурдейний Іван Васильович — заслужений лікар України
- Марценюк Василь Гнатович — заслужений лікар України
- Маслій Володимир Іванович — голова Київського адміністративного Апеляційного суду.
- Марценюк Микола Гнатович — заслужений лікар України.
- Патока Анатолій Дмитрович — Президент Українського союзу кікбоксінгу